# Cover live
Cover Live è il quinto album da solista di Bernardo Lanzetti, il primo dal vivo. È stato pubblicato nel 1997 dalla Fama e contiene cover più due inediti.

## Tracce
1. Do It Again 4'21"
2. Have You Ever Seen the Rain 3'15"
3. Halleluyah I Love Her So 3'57"
4. I Can't Stand the Rain 4'33"
5. Una sera che piove[1] 3'29"
6. Mercedes Benz 2'00"
7. She's Gonna Rock You 3'19"
8. I've Been Lovin' You Too Long 3'52"
9. Heartattack & Vine 3'42"
10. Joy to the World 3'14"
11. Impressioni di settembre 4'28"

## Musicisti
- Roberto Zanaboni: pianoforte e tastiera;
- Dario Mazzoli: basso;
- Marco Colombo: chitarre e cori;
- Giovanni Massari: batteria e percussioni;
- Cesare Grapelli: chitarre (brani 3 ed 8).